# Монтелиус, Оскар
Густаф Оскар Аугустин Монтелиус (швед. Gustaf Oscar Augustin Montelius, 9 сентября 1843 — 4 ноября 1921) — шведский археолог и историк культуры, один из основоположников современной научной археологии. Член Шведской академии (1917). Автор типологического метода в археологии, который разрабатывал начиная со своего первого труда «Железный век» (1869).

## Биография
Родился 9 сентября 1843 года в Стокгольме — сын адвоката Апелляционного суда Оскара Огюстена Монтелиуса и Клары Норин.
Учился в Уппсальском университете в 1861—1868 годах. Уже с начала 1863 года он работал в Королевской академии словесности, истории и древностей; с 1868 года — младший ассистент, с 1871 — второй ассистент, с 1880 года — первый ассистент; в 1877 году стал членом академии.
С 1874 года он был секретарём Шведского общества древностей и принимал активное участие в основании и развитии Антропологического общества в Стокгольме. 
Монтелиус был членом большого числа учёных обществ в Швеции и за границей. В 1895 году он стал членом Королевской академии наук, в 1901 году — Научного общества в Уппсале и в 1906 году — почётным доктором философии Грайфсвальдского университета. В 1910 году стал почётным доктором права университета Глазго, а в 1911 году — почётным доктором философии университета Осло.
Умер 4 ноября 1921 года в Стокгольме.

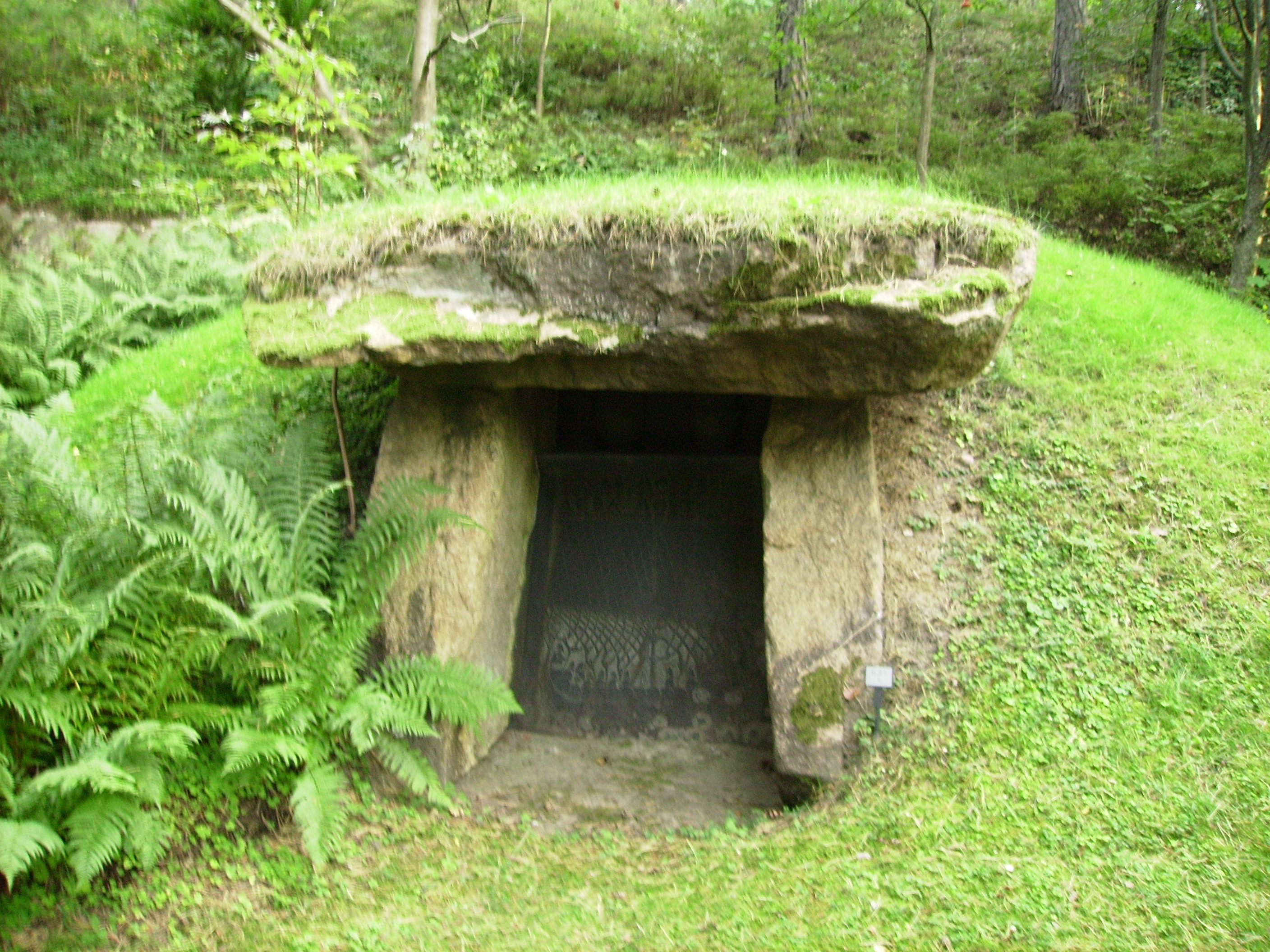
Могила Оскара и Агды Монтелиус

## Научная деятельность
Монтелиус старался проследить эволюцию предметов; в ходе своих исследований, он разделил находимые предметы на типы и выстроил из типов эволюционные ряды по мере изменения предметов. В результате он создал хронологическую систему, разделив скандинавский неолит — на четыре, а бронзовый век — на шесть пронумерованных периодов (периоды I—IV и I—VI) и установив абсолютные даты этих периодов путём перекрестного сопоставления предметов с синхронными им египетскими находками, абсолютная дата которых была известна. Так, североевропейский бронзовый век в классификации Монтелиуса приобрел такой вид:
- Древний бронзовый век — I период (1800—1500 до н. э.) II период (1500—1300 до н. э.), III период (1300—1100 до н. э.);
- Новый бронзовый век — IV период (1100—950/920 до н. э.), V период (950/920 −730/720 до н. э.);
- Поздний бронзовый век (переход к железному веку) — VI период (730/720 — 550/530 до н. э.)

Хронологическая система Монтелиуса, как и предыдущая система Габриэля Мортилье, исходила из перенесения в археологию методов естественных наук (если Мортилье исходил из геологических, то Монтелиус — из биологических эволюционистских аналогий) и предполагала всеобщность и закономерную последовательность смены одних типов другими. В XX веке она была вытеснена концепцией культурных групп (археологических культур); однако его типология сохраняет значение до нашего времени. Кроме того, Монтелиус путём сравнения изображений топоров с археологическими находками установил, что шведские наскальные петроглифы относятся к бронзовому веку.

### Семья
Был женат на Агде Монтелиус, оба были похоронены на стокгольмском Северном кладбище Норра бегравнингсплатсен.